# Всё по новой
«Всё по новой» (англ. The Do-Over) — американский комедийный фильм режиссёра Стивена Брилла. Фильм был выпущен во всём мире на Netflix 27 мая 2016 года.

## Сюжет
Чарли Макмиллан (Дэвид Спейд) - несчастливо женатый менеджер банка в супермаркете, который на встрече выпускников встречается со своим старым другом со средней школы, работающим агентом ФБР, Максом Кесслером (Адам Сэндлер). Они проводят выходные на яхте Макса, что заставляет Чарли снова чувствовать себя молодым.
Тем не менее, Макс взрывает свою яхту и инсценирует их смерть. Когда Чарли приходит в сознание, Макс объясняет, что теперь они могут начать новую лучшую жизнь. Он признаётся, что он не из ФБР, а работает коронером в городском морге. Это позволило ему использовать два неизвестных трупа вместо них, когда он взорвал яхту.
Чарли пребывает в шоковом состоянии, но у него действительно нет причин возвращаться к своей старой жизни. Он берет себе новую личность доктора Рональда Фишмана, а Макс берёт новое имя Бутч Райдер. Макс говорит Чарли, что нашёл ключ в прямой кишке Бутча, а Чарли, будучи раньше менеджером банка, обнаружил, что он принадлежит банковской ячейке в Пуэрто-Рико. Они переезжают в Пуэрто-Рико и заходят в банк. Депозитная ячейка содержит деньги и ключи от тайного укрытия в большом особняке. Чарли узнает, что покойный Фишман был женат, увидев фото жены на планшете Бутча.
Макс и Чарли атакованы группой убийц во главе с киллером под именуемым «Гимнаст» (Торстен Фогс). Им удаётся сбежать, и Макс признаётся что он не коронер, а профориентатор. Он хотел быть полицейским, но не сдал психологическую проверку.
Они возвращаются в Континентальные штаты и находят вдову Рональда Фишмана,
Хизер (Пола Паттон). Ей рассказывают, что её муж убит, а Чарли присвоил себе личность её мужа, теперь их преследуют убийцы мужа. Вдова рассказала, что Рони и Бутч встречались с ним в баре. Втроём они отправляются в байкерский бар где узнают, что у Бутча был рак четвёртой стадии.
Рональд разработал лечебную пилюлю, и они начали проводить секретные клинические испытания, не одобренные FDA.
Когда партнёр Рональда Артур «Шеки» Шек отказал в финансирование, Бутч начал грабить банки.
К своему отвращению друзья выясняют, что Рональд и Бутч были любовниками. Группа отправляется к Шеки (Мэтт Уолш) домой.
Они узнают, что мужчины, которые пытались убить их, хотели получить формулу лечения рака и ворвались в дома Хизер и Шеки, чтобы попытаться её найти.
Чарли говорит, что они должны передать формулу бандитам, когда они её найдут, на что Макс протестует. Чарли затем обнаруживает, что Макс был одним из больных раком. Он также узнаёт, что у Макса есть сын и жена, Бекка (Кэтрин Хан), и понимает, что Макс пытался восстановить лекарство, чтобы спасти свою жизнь.
Макс возвращается в дом Шеки, думая, что он прячет формулу лечения там.
Шеки был смертельно ранен выстрелом, но успевает сообщить, что убийцы были наняты Тройхаард, крупнейшей в мире компании по химиотерапии, чтобы украсть лекарство, уничтожить его и продолжать извлекать выгоду из своей собственной продукции.
Тем временем, Чарли выясняет, что лечение Рональда было замаскировано как приложение Jenga на планшете Бутча. Он пытается позвонить Максу, но Гимнаст уничтожает мобильный телефон Макса. Затем Хизер приезжает в дом Шеки и показывает Максу, что она не только приняла деньги от Тройхаарда, чтобы уничтожить лекарство, но она была тем, кто убил Рональда и Бутча.
Хизер звонит Чарли, и она утверждает, что Макс убил Шеки. Макс освобождается, едет на помощь к Чарли и мотоциклом сбивает Хизер.
Бекка набрасывается сзади и начинает драться с Хизер, в то время как Макс и Чарли курят и наблюдают, как борются женщины. Прибывает полиция, в результате чего Бекка случайно бросает в воду планшет. Планшет получил непоправимый урон, но Чарли сохранил формулу на флеш-накопителе USB.
Они были помилованы за свои преступления, предложив лечение рака в обмен на свободу. Макс вылечился, после чего все возвращаются в дом в Пуэрто-Рико.
Фильм заканчивается Максом и Чарли, прыгающими со скалы в океан. Чарли ранее никогда не думал, что сделает это.

## В ролях
| Актёр          | Роль             |
| -------------- | ---------------- |
| Адам Сэндлер   | Макс Кесслер     |
| Дэвид Спейд    | Чарли Макмиллан  |
| Пола Паттон    | Хизер Фишмен     |
| Кэтрин Белл    | Дон              |
| Ник Свардсон   | Боб              |
| Мэтт Уолш      | Артур «Шеки» Шек |
| Луис Гусман    | Хорхе            |
| Кэтрин Хан     | Бекка            |
| Наташа Леджеро | Никки            |
| Майкл Чиклис   | Кармин           |
| Рене Тейлор    | Кесслер          |
| Шон Астин      | Тед-О            |
| Джеки Сэндлер  | Джоан            |
| Дэн Патрик     | Автомагазин Лу   |
| Торстен Фогс   | Гимнаст          |

## Съемки фильма
Основные съёмки фильма начались в Саванне, штат Джорджия 7 июля 2015 года, и закончилась 21 августа 2015 года.